# Oumed Oukri
Oumed Oukri (Gambela, 5 de outubro de 1990) é um futebolista profissional etíope que atua como atacante.

## Carreira
Oumed Oukri representou o elenco da Seleção Etíope de Futebol no Campeonato Africano das Nações de 2013.